# Kai Niebert

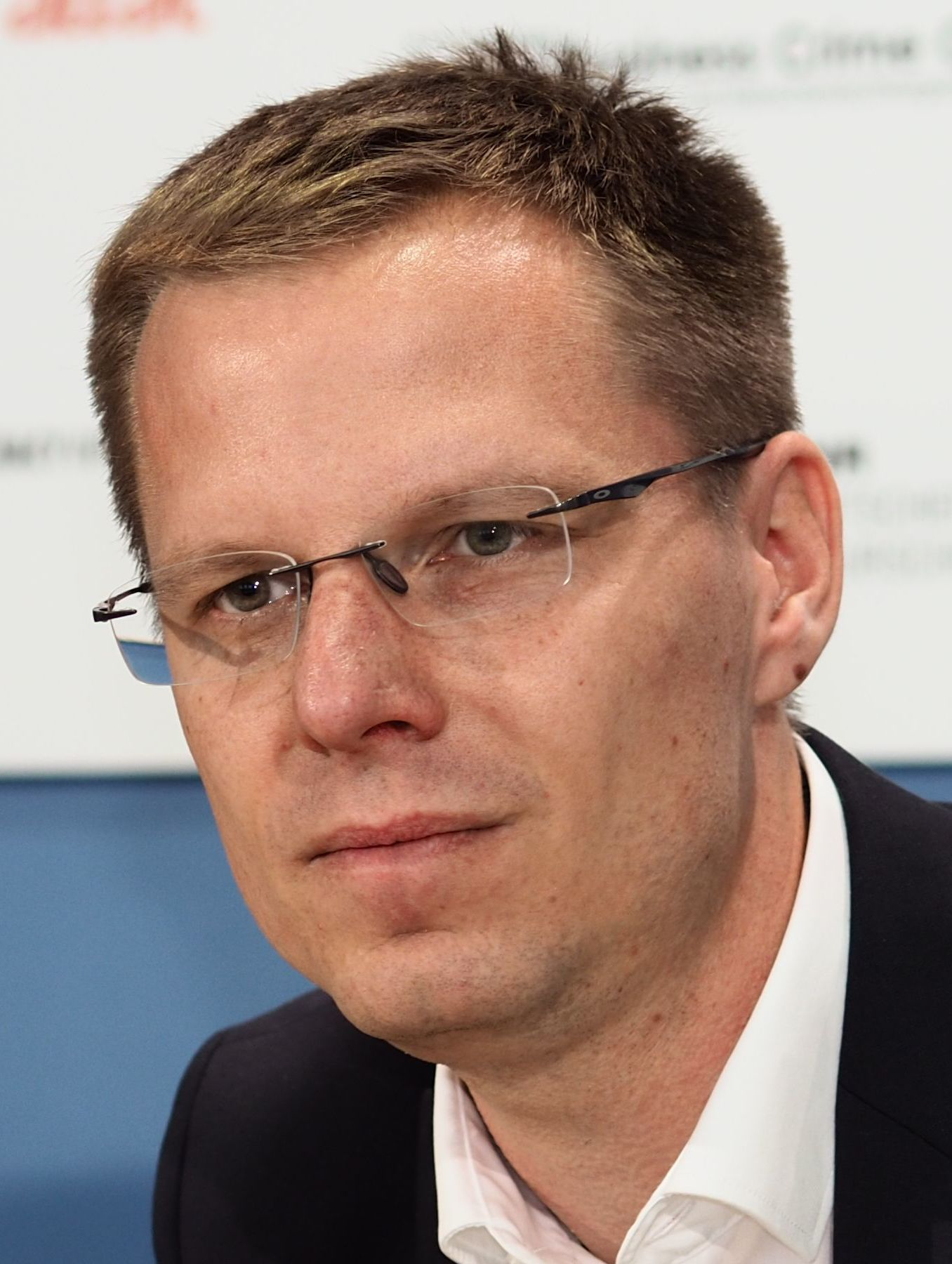
Kai Niebert, 2017

Kai Niebert (* 15. September 1979) ist ein deutscher Nachhaltigkeitsforscher und Professor für Didaktik der Naturwissenschaften und Nachhaltigkeit an der Universität Zürich.

## Leben
Kai Niebert entstammt einem Arbeiterhaushalt und erlangte als erster in der Familie das Abitur. Nach zwei Semestern wechselte er vom Studium der Medizin zum Studium der Biologie, Chemie und Politik für das Lehramt an Gymnasien an der Leibniz-Universität seiner Heimatstadt Hannover, das er 2006 abschloss. Dort wurde er 2010 mit dem Thema Den Klimawandel verstehen – Eine theoriegeleitete und evidenzbasierte Entwicklung von Lernangeboten zur Vermittlung des Klimawandels zum Doktor der Naturwissenschaften promoviert.
Während seiner Tätigkeit als wissenschaftlicher Mitarbeiter an der Leibniz-Universität, mit Forschungsaufenthalten an der Curtin University in Perth und der Penn State University, folgte er 2012 dem Ruf auf den Lehrstuhl für Didaktik der Naturwissenschaften der Leuphana Universität Lüneburg.
Seit 2014 ist er Professor für Didaktik der Naturwissenschaften und Nachhaltigkeit der Universität Zürich und weiterhin als Gastprofessor an der Leuphana tätig.
Im Juni 2018 wurde er zum Mitglied der Kommission für Wachstum, Strukturwandel und Beschäftigung der deutschen Bundesregierung berufen. Die Kommission beendete ihre Arbeit im Januar 2019. Niebert war maßgeblich für das Zustandekommen eines Kompromisses verantwortlich und kommentierte das Ergebnis der Kommissionsarbeit in Anspielung auf die Untätigkeit der Bundesregierung mit: „Auch schlechter Klimaschutz ist besser als gar kein Klimaschutz“. Die klimapolitische Abschwächung des Kompromisses durch die Bundesregierung kritisierte er scharf.
Im Juni 2022 wurde er zum Vorsitzenden des Kuratoriums der Deutschen Bundesstiftung Umwelt gewählt.
Niebert berät die Deutsche Bundesregierung, wie auch internationale Institutionen und Regierungen:
- Im Sommer 2020 wurde er in die Zukunftskommission Landwirtschaft berufen.[6]
- Seit November 2020 ist er Mitglied des Bioökonomierats der Bundesregierung.[7]
- Er berät die Europäische Kommission in der EU High Level Group in Financing Sustainbility Transition.[8]
- Im Frühjahr 2022 berief ihn Bundesbauministerin Klara Geywitz in das Bündnis für bezahlbaren Wohnraum.[9]
- 2022 wurde er von der chinesischen Regierung als Experte für den China Council for International Cooperation on Environment (CCICED) ernannt.[10]
- Im Juni 2022 wurde er als Experte in die Allianz für Transformation der deutschen Bundesregierung berufen.[11]
- Im Januar 2023 berief ihn Bundeskanzler Olaf Scholz in den Rat für Nachhaltige Entwicklung.[12]

## Forschungsgebiete
Nieberts wissenschaftliche Schwerpunkte liegen im Bereich Umweltbildung, Nachhaltigkeit und Klimawandel. Er hat sich zum Ziel gesetzt, die Abbrecherquoten in naturwissenschaftlichen Studiengängen zu verringern und die Qualität in der Lehre an Universitäten zu verbessern. Hierfür hat er ein Weiterbildungsprogramm für Lehrende in den Naturwissenschaften entwickelt. 2022 zeigte er in einer internationalen Studie auf, dass insbesondere die Klimabildung an Schulen an gesellschaftlichen Anforderungen vorbeigeht. Aufbauend auf seinen Forschungen kritisiert Niebert, dass die Verantwortung für Klimaschutz individualisiert wird und Klimaschutz damit zu einem Kulturkampf umgedeutet wird.

## Preise und Auszeichnungen
- 2010 Erster Platz im Wettbewerb „Wissenschaft verstehen“[16]
- 2011 Nachwuchspreis der Fachsektion Didaktik der Biologie (FDdB) im Verband Biologie[17]
- 2014 Leuphana Lehrpreis: Forschung in der Lehre[18]

## Ehrenämter
- 2005–2011 Bundesleiter der Naturfreundejugend Deutschlands
- seit 2010 Mitglied im Beirat der Deutschen Umweltstiftung
- seit 2011 Stellvertretender Bundesvorsitzender der NaturFreunde Deutschlands
- seit 2015 Präsident des Deutschen Naturschutzrings (DNR)[19][20]
- 2016–2019 Mitglied im Nationalen Begleitgremium zur Endlagersuche (NBG)

## Schriften
- Kai Niebert ist Mitherausgeber der Zeitschrift Movum – Briefe zur Transformation, die Impulse für die Gestaltung einer nachhaltigen Gesellschaft setzen will.
- Den Klimawandel verstehen. Eine didaktische Rekonstruktion der globalen Erwärmung. Didaktisches Zentrum, Carl-von-Ossietzky-Universität, Oldenburg 2010, ISBN 978-3-8142-2216-5.
- mit Michael Müller: Epochenwechsel: Plädoyer für einen grünen New Deal. Oekom-Verlag, München 2009, ISBN 978-3-86581-175-2.